# Żejmy (stacja kolejowa)
Żejmy (lit. Žeimiai, ros. Жеймяй) – stacja kolejowa w pobliżu miejscowości Żejmy, w rejonie janowskim, w okręgu kowieńskim, na Litwie. Położona jest na linii Koszedary – Radziwiliszki.

## Historia
Stacja Żejmy została otwarta w XIX w. na drodze żelaznej libawsko-romeńskiej, pomiędzy stacjami Kiejdany i Janów.